# Riera de Clariana
Riera de Clariana este o arie protejată (arie specială de conservare — SAC, sit de importanță comunitară — SCI) din Spania întinsă pe o suprafață de 463,3 ha, integral pe uscat.

## Localizare
Centrul sitului Riera de Clariana este situat la coordonatele 41°36′20″N 1°29′24″E / 41.6056°N 1.49°E.

## Înființare
Situl Riera de Clariana a fost declarat sit de importanță comunitară în septembrie 2006 pentru a proteja 24 de specii de animale. Situl a fost protejat și ca arie specială de conservare în noiembrie 2014.

## Biodiversitate
Situată în ecoregiunea mediteraneană, aria protejată conține 7 habitate naturale: Formațiuni stabile xerotermofile de Buxus sempervirens pe pante stâncoase (Berberidion p.p.), Păduri de Quercus ilex și Quercus rotundifolia, Păduri de pin mediteraneene cu pini mezogeni endemici, Păduri de pin (sub-) mediteraneene cu pini negri endemici, Păduri iberice de Quercus faginea și Quercus canariensis, Vegetație gipsofilă iberică (Gypsophiletalia), Galerii de Salix alba și de Populus alba.
La baza desemnării sitului se află mai multe specii protejate:
- păsări (20): rață mare (Anas platyrhynchos), șorecarul comun (Buteo buteo), caprimulg (Caprimulgus europaeus), Certhia brachydactyla, porumbel gulerat (Columba palumbus), cinteză (Fringilla coelebs), ciocârlan (Galerida cristata), capîntortură (Jynx torquilla), Lanius meridionalis, ciocârlie de pădure (Lullula arborea), prigoare (Merops apiaster), muscar sur (Muscicapa striata), ciuf-pitic (Otus scops), pițigoi de brădet (Periparus ater), mărăcinar negru (Saxicola torquatus), turturică (Streptopelia turtur), silvie roșcată (Sylvia cantillans), silvie de tufiș (Sylvia undata), pănțărușul (Troglodytes troglodytes), pupăză (Upupa epops)
- mamifere (2): vidră de râu (Lutra lutra), liliacul mare cu potcoavă (Rhinolophus ferrumequinum)
- nevertebrate (1): Austropotamobius pallipes
- reptile (1): Mauremys leprosa

Pe lângă speciile protejate, pe teritoriul sitului au mai fost identificate 4 specii de amfibieni, 2 specii de mamifere, 1 specie de pești.